# Fårup
Fårup ist ein dänischer Ort mit 1050 Einwohnern (1. Januar 2023) im nordwestlichen Jütland. Fårup war der Verwaltungssitz der ehemaligen Purhus Kommune.

## Geografie
Fårup liegt in der Region Midtjylland im Nordwesten der Randers Kommune im Kirchspiel Fårup Sogn. Die Grenze zur Region Nordjylland verläuft etwa 250 Meter nördlich der Ortsgrenze. Fårup liegt zwischen den Städten Hobro in nördlicher Richtung und Randers in südöstlicher Richtung.
Das Bebauungsgebiet erstreckt sich auf einer Höhe von 10 m.o.h. bis 43 m.o.h. auf dem Rand eines Tals, durch das der kleine Fluss Skals Å fließt. Der Fluss ist etwa 1 km in westlicher Richtung entfernt. Dadurch sind die am höchsten gelegenen Teile von Fårup im äußersten Osten des Ortes. Das ursprüngliche Kirchdorf ist durch eine zweispurige Bahnstrecke, die von Aalborg nach Randers führt, von der Siedlung, die um den Bahnhof entstand, getrennt.

## Geschichte
Das Dorf wurde erstmals 1440 unter dem Namen Faarup erwähnt.
1875 wurde im Ort eine Hochschule errichtet, die bereits 1878 wieder geschlossen wurde. 1930 hatte Fårup 458 Einwohner. Im Jahre 1950 gab ein Großteil der Erwerbstätigen im Ort an, im Handwerk und in der Industrie tätig zu sein; auch das Transportwesen war ein wichtiger Beschäftigungszweig. 1960 war die Einwohnerzahl auf 506 gestiegen.
Mit einer Verwaltungsreform im Jahre 1970 wurde die Purhus Kommune, deren Verwaltungssitz Fårup war, gegründet. 2006 wurde diese in die Randers Kommune eingegliedert und Fårup verlor den Status als Kommunalsitz.

## Kirche
Die Fårup Kirke liegt im südöstlichen Teil des Ortes und gehört zu Aarhus Stift. Sie wurde um das Jahr 1100 errichtet. Der Chor und das Kirchenschiff stammen aus dieser Zeit und sind typisch für dänische Kirchen im romanischen Stil aus Kalksteinquadern gebaut. Der Vorraum stammt aus spätgotischer Zeit.

## Verkehr
Mit dem Eisenbahngesetz vom 10. März 1861 (Jernbaneloven af 10. marts 1861) wurde der Bau der Bahnstrecke von Aalborg nach Randers beschlossen. Im Zuge des Baus wurde mit der Einweihung der Verbindung am 19. September 1869 in Fårup ein Bahnhof eröffnet. 
Ab dem 1. Juli 1927 wurde von diesem Bahnhof die private Mariager-Fårup-Viborg Jernbane (MFVJ) mitbedient, die von Mariager über Fårup nach Viborg führte. Der Personenverkehr auf dem Abschnitt Viborg bis Fårup wurde am 29. Mai 1965, der Güterverkehr am 31. März 1966 eingestellt. Auf dem Abschnitt Mariager bis Fårup bestand Personenverkehr bis 31. März 1966, Güterverkehr bis 1985.
Der Bahnhof in Fårup wurde 1973 für den öffentlichen Verkehr geschlossen, jedoch als technische Dienststelle für den Betrieb bis 1993 aus Sicherheitsgründen mit Personal besetzt. Seither sind die Signalanlagen fernbedient.
Die Autobahn Nordjyske Motorvej, Teil der Europastraße 45, verläuft östlich des Ortes. Über das Linienbusnetz ist Fårup an Hobro und Randers angebunden.

## Fotogalerie

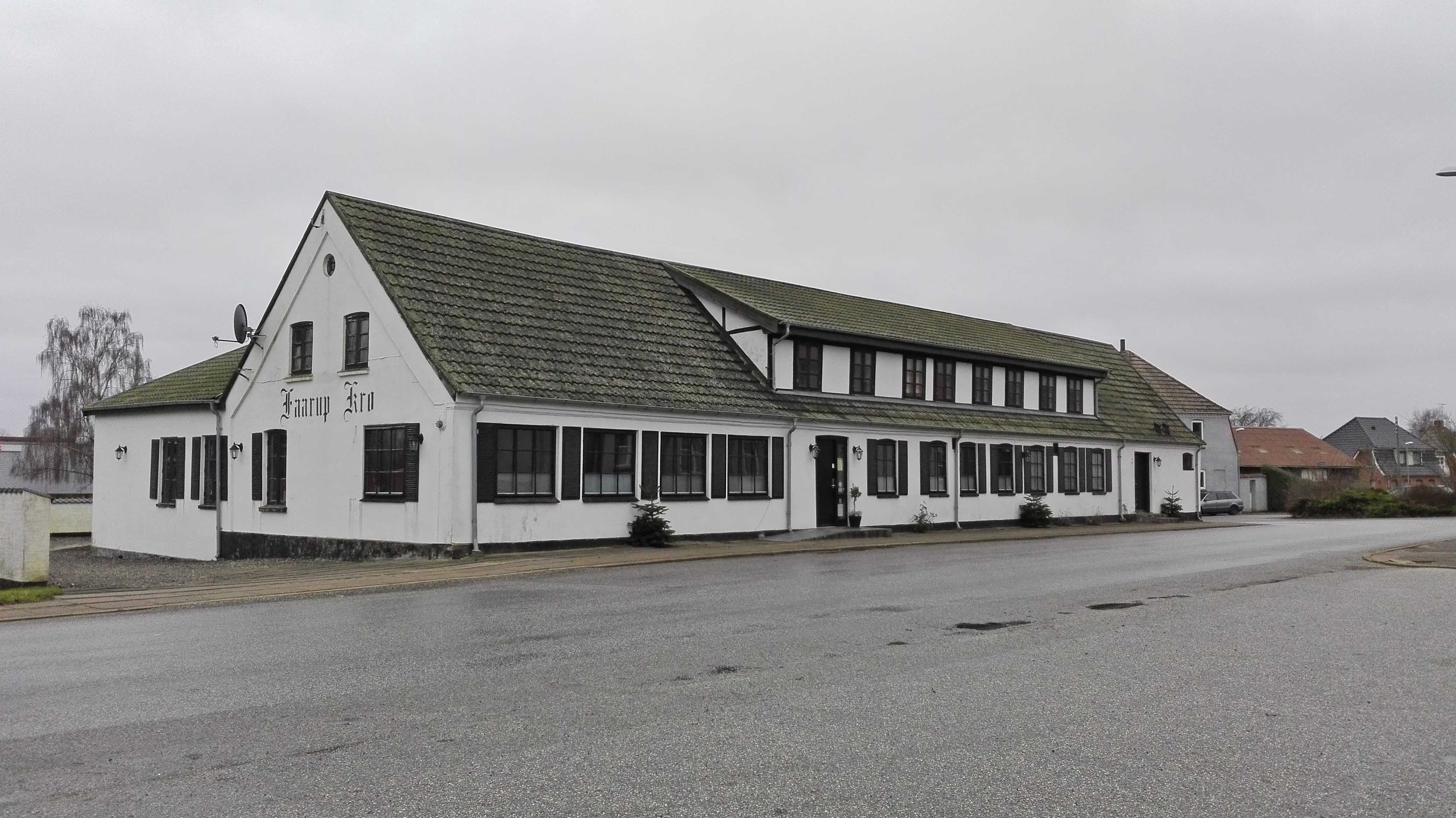
Fårup Kro
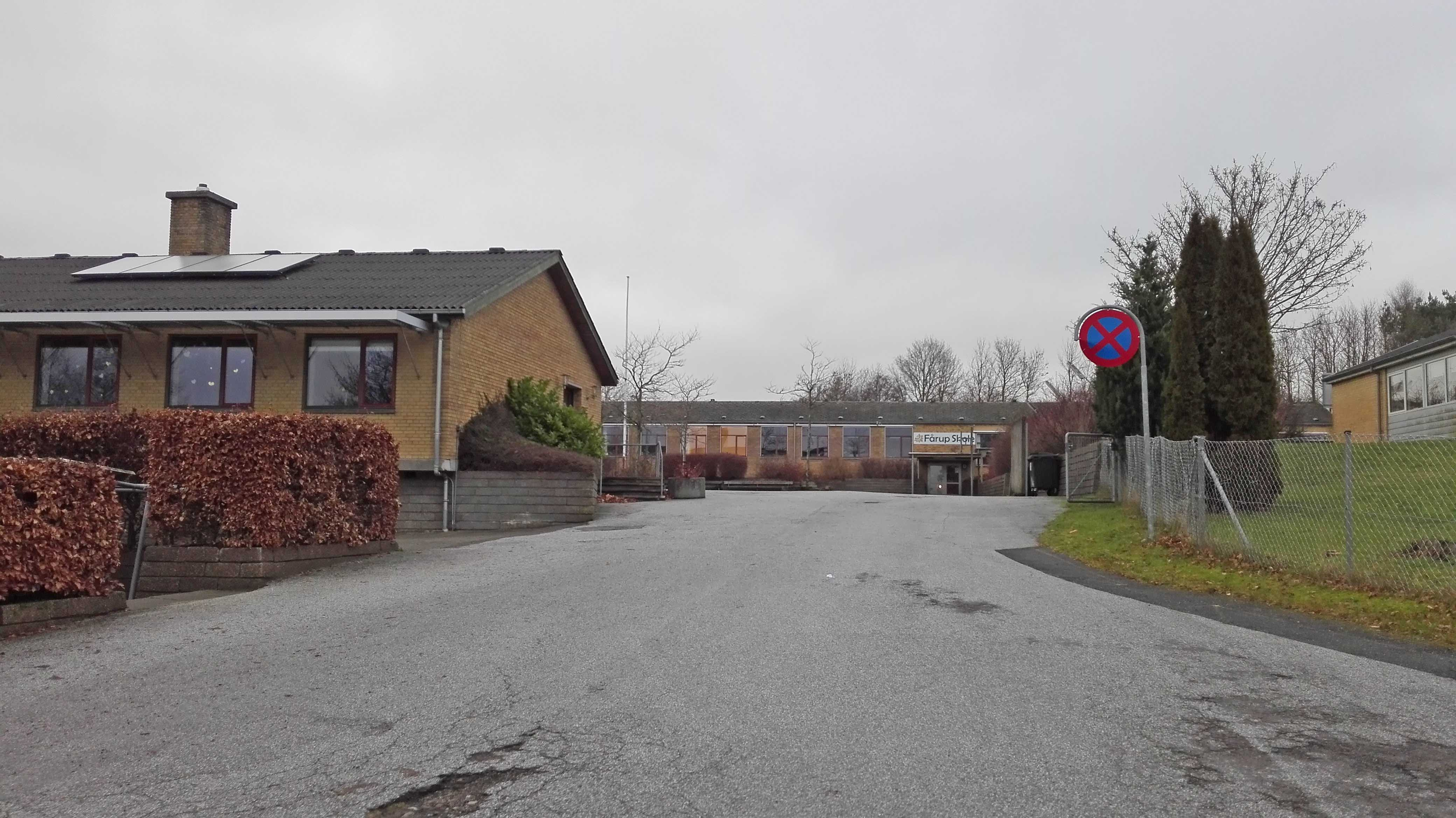
Fårup Skole
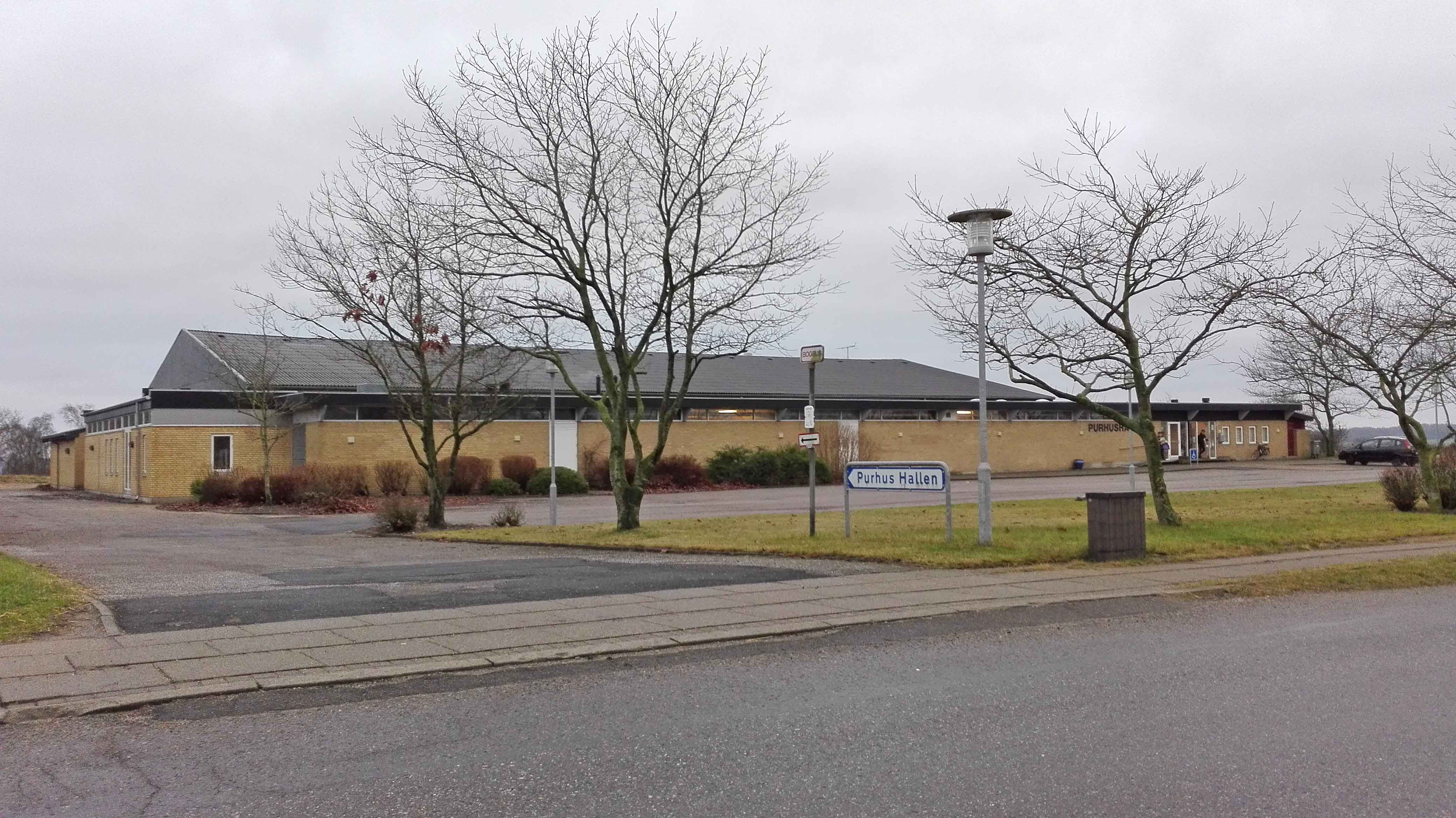
Purhushallen